# Carlos Henrique Paris
Carlos Henrique Paris Rosa (Cachoeiro de Itapemirim, Provincia de Espírito Santo, Brasil, 17 de junio de 1958) es un exfutbolista brasileño de gran habilidad y olfato goleador. Se desempeñaba como centrodelantero.  
Es considerado un referente en el Club Sport Boys del Callao, ciudad donde se afincó posteriormente a su retiro y donde trabajó en escuelas de fútbol.

## Biografía
Nació en la ciudad de Cachoeiro de Itapemirim. Comenzó a jugar en las inferiores del Esporte Clube Vitória, donde logró debutar en 1977 a los 19 años en la división provincial además de ser llamado a la selección regional para disputar el campeonato provincial de Bahía. En 1970 consiguió marcar 22 goles en el campeonato regional con la camiseta de aquel equipo.
En 1978 se marchó hacia Goiás, donde mostró todas sus cualidades, lo que le llevó a ser contratado por Flamengo y así empezando su carrera como futbolista profesional.
Posteriormente llevaría a cabo ciclos de corta y mediana duración en clubes como Londrina (1981-1982), Palmeiras (1993), Atlético Paranaense (1984), Grêmio Maringá (1985-1986), Coritiba (1986), Uberlândia (1987), América-RJ (1987) y Criciúma (1988). Se destaca el Campeonato Brasileirao de Serie A con Flamengo.
Fue apuntado para ser llamado a la selección brasileña en 1984, pero sufrió una grave lesión en el tobillo días antes de la convocatoria.
Luego continuó su carrera en Ecuador, específicamente en el Barcelona Sporting Club donde vivía una época dorada, posteriormente el club llegaría a la final de libertadores en 1990. También tuvo una breve etapa en el Cerro Porteño, de Paraguay, antes de pasar al fútbol peruano.
En 1989 llega al Sport Boys del Callao, club que en ese momento disputaba la segunda división y quien había sido asignado a ser uno de los fichajes con el fin de subir a primera. Terminó siendo un elemento importante en el equipo que dirigía el argentino Vito Andrés Bártoli, que logró la meta al final de la temporada y con el brasileño como una de las figuras más resaltantes. Posee 24 goles marcados con la camiseta de Sport Boys, de los cuales 7 en 1989, 6 en 1990, 11 en 1991, y un gol en 1992, este último se lo anotó al Deportivo Municipal en su último partido jugado previo a su salida.
En 1993 fue contratado por el Defensor Lima, su último club jugando futbol profesional.

## Clubes
| Club                | País        | Año         |
| ------------------- | ----------- | ----------- |
| Vitória             | Brasil      | 1977        |
| Ferroviaria         | 1978        |             |
| Goiás               | 1979        |             |
| Flamengo            | 1979 - 1981 |             |
| Londrina            | 1981 - 1982 |             |
| Palmeiras           | 1983        |             |
| Atlético Paranaense | 1984        |             |
| Grêmio Maringá      | 1985 - 1986 |             |
| Coritiba            | 1986        |             |
| Uberlândia          | 1987        |             |
| América-RJ          | 1987        |             |
| Barcelona SC        | Ecuador     | 1988        |
| Cerro Porteño       | Paraguay    | 1988        |
| Sport Boys          | Perú        | 1989 - 1992 |
| Defensor Lima       | 1993        |             |